# Sonia Pasteris

Sonia Pasteris, née le 2 juin 1966 à Asmara, est une joueuse professionnelle de squash représentant l'Italie. Elle atteint, en décembre 2001, la 67e place mondiale sur le circuit international, son meilleur classement. Elle est championne d'Italie à 6 reprises entre 1996 et 2012.  

## Biographie
Sonia Pasteris joue sur le PSA World Tour de 1997 à 2004. Elle participe avec l'équipe nationale italienne aux championnats du monde par équipes. Elle représente également l'Italie aux Jeux mondiaux de 2005, et de 1996 à 2012, elle est championne d'Italie à six reprises.

## Palmarès

### Titres
- Championnats d'Italie :  6 titres (1996, 1998-2000, 2005, 2012)